# Sāmānizii
Sāmānizii au fost printre primele dinastii musulmane independente iraniene, menținându-se la putere între anii 875-999. Ei erau instalați la marginile nord-orientale ale lumii musulmane și au domnit asupra unui imperiu ce se întindea din vecinătățile Indiei, până în ținuturile Mării Caspice, fondatorul și conducătorul lor inițial fiind Sāmān-Khudā.

## Istorie
Între declinul puterii arabe din secolul IX și instituirea categorică și definitivă a puterii turcești din secolul XI, a existat un răstimp de renaștere iraniană, într-o formă indiscutabil etnică, cei mai activi susținători ai acesteia, sāmānizii, stabilindu-și capitala la Buhara, care devine de altfel și centru al renașterii culturale iraniene. Totodată, ei au făcut din Khurāsān ( provincie din nord-estul Iranului ), un refugiu al vechilor tradiții naționale. Încurajarea activității literare aparținând poeților și cărturarilor persani a determinat nașterea unei noi literaturi persane între secolele X-XI, o literatură care utiliza alfabetul arab și care era influențată considerabil de credința și de tradiția musulmană, dar de esență persană. Țările sāmānide nu se diferențiau major de restul Islamului pe plan social, economic și nici chiar sub anumite aspecte culturale. Și în cadrul acestora se regăsește ideea de aristocrație. Deși cea a pământului era una națională, constituită din mici nobili de țară ce purtau denumirea de dihqāni, ca și în alte părți, negustorii și pretorienii, în special turci, erau cei care dominau arhitectura socială.

## Mod de viață
Bogăția sāmānizilor se baza pe comerț. Mari tranzitari de blănuri și de mărfuri prețioase, poziționarea lor geografică facilita primirea de produse atât din Asia Centrală, cât și din Rusia. De asemenea, Transoxania și Khurāsān erau zone agricole care beneficiau de existența unor sisteme de irigații bine puse la punct, principalele culturi fiind de grâu, orz, mei sau legume; în timp ce bumbacul, cea mai importantă cultură agricolă, era întâlnit doar în anumite regiuni, precum: văile Zarafshan și Ferghana sau oaza Merv. În oaze, horticultura era deja extrem de dezvoltată: piersici, mere, pere, prune, migdale, pepeni; toate erau crescute în cadrul acestora. Pepenii din Buhara și Merv erau chiar foarte cunoscuți și considerați ca fiind cei mai buni din lume la acea vreme.
Din diverse regiuni ale Asiei Centrale erau extrase și numeroase minerale, care ulterior erau trimise spre prelucrare în Khurāsān. Printre acestea se numărau: turcoazul, marmura, piatra fină pentru confecționarea meșteșugurilor, aurul, fierul, lutul pentru olărit, etc. Industria minieră prosperă era susținută atât prin munca bărbaților liberi, cât și prin munca prestată de iobagi și de sclavi, aceasta ilustrând în fapt nivelul general de dezvoltare a economiei epocii.
Din punct de vedere administrativ, șeful statului era emirul, iar provinciile erau dirijate de o serie de guvernatori numiți de către acesta. Curtea regală ( dargāh ) împreună cu o serie de divanuri, ce aveau atribuții speciale, au fost atunci create. Spre exemplu: divanul vizirului controla activitatea tuturor instituțiilor politice, economice sau administrative; problemele financiare erau gestionate de dīwān al-mustawfī; responsabil pentru relațiile diplomatice și pentru documentele importante ale statului era ʿamid al-mulk sau dīwān ar-rasāʿil; etc. Chiar numele de divan în sine putem observa așadar că sugerează ideea de aparat de stat clar structurat, cu funcții bine stabilite.

## Inovații
Cea mai importantă contribuție a sāmānizilor la arta islamică este reprezentată de obiectele de lut fabricate la Nīshāpūr și Samarkand. Dezvoltând o tehnică cunoscută sub denumirea de pictură prin alunecare, aceștia își amestecau culorile cu care pictau ceramica, cu o argilă semifluidă, pentru a preveni scurgerea desenelor în momentul glazurării lor cu un lichid subțire, utilizat în acele vremuri. Bolurile și farfuriile simpliste erau cel mai frecvent produse de către olarii sāmānizi, iar printre motivele inscripționate pe acestea, specifice dinastiei, se regăseau: călăreți, păsări, lei sau capete de taur. Arta turnării bronzului, dar și alte moduri de prelucrare a metalelor au înflorit de asemenea la Nīshāpūr în această perioadă a dominației sāmānizilor. 
La nivel arhitectural, doar câteva clădiri construite în stilul specific sāmānid au dăinuit în timp, iar cel mai cunoscut în acest sens este mausoleul sāmānidului Ismāʿīl, localizat în Buhara, și care, prin construcția sa simetrică, în întregime din cărămidă, cu modele decorative în relief, ilustrează originalitatea arhitecturii din acea epocă.
Chiar și hârtia produsă în Samarkand, extrem de cunoscută pentru calitatea sa în Transoxania, dar și în țările din Orientul Mijlociu, a ajuns să înlocuiască treptat papirusul și pergamentul din țările arabe centrale.

## Viața intelectuală și renașterea iraniană
În secolele IX-X, viața intelectuală din Transoxania și Khurāsān a atins un nivel ridicat. Dinastia sāmānidă, în căutare de sprijin care să provină din rândurile literaților, trebuia să promoveze la rândul său educația, literatura și propriile tradiții culturale.
Cea care marchează cu sigiliul său epoca sāmānidă este mai cu seamă renașterea literaturii persane. Obiceiul traducerilor din arabă în iraniană și în sens invers nu se pierduse niciodată, însă Persia reclama acum, fără a pretinde înlăturarea arabei, un loc mai larg. Numele lui Ferdousi, creatorul epopeii naționale, este cel care domină această renaștere cu a sa Carte a regilor sau Ṣāhnāme, terminată în 400/1010 și care preamărește în 60 000 de versuri somptuoase, trecutul preislamic al Iranului. Poezia persană de asemenea a progresat rapid, remarcându-se în acest sens eforturile poetului Abū ʻAbd Allāh Rūdakī, care cristalizează limba și imaginarul poeziei lirice persane. În mediul academic apar burse în domenii precum matematică, astronomie, geografie, medicină sau chimie, cu exponenți remarcabili, asemenea lui Ibn Sīna sau Abū Rayhān al-Bīrūnī, iar în Buhara este  construită o bibliotecă ce conține cărți despre cele mai variate ramuri ale învățăturii,  cunoscută sub denumirea de Siwān al-hikma ( depozitul înțelepciunii ).
Sub sāmānizi, Buhara a rivalizat cu Bagdadul în ceea ce privea statutul de capitală culturală a Islamului. Conducătorii sāmānzii au reușit să atragă poeți și învățați în capitala statului lor, mulți dintre ei producând lucrări academice atât în persană, cât și în arabă. A evoluat astfel în această perioadă o limbă persană scrisă care a supraviețuit de-a lungul timpului fără prea mari schimbări.

## Căderea dinastiei
De la mijlocul secolului X, puterea sāmānidă începe să fie subminată treptat, atât din punct de vedere economic, prin întreruperea comerțului la nord, cât și din punct de vedere politic, printr-o luptă cu o confederație de nobili nemulțumită. Slabită, dinastia a devenit vulnerabilă la presiunea puterilor turcești, aflate în plină ascensiune în Asia Centrală și Afganistan. Buhara cade în 999, iar Ismāʿīl, ultimul sāmānid, pierde după o luptă de cinci ani purtată cu dinastia ghaznavizilor. Noua dinastie, cu capitala la Ghazna (de unde îi provine și numele), este dominată de puternica statură a lui Mahmūd, odată cu care, domnia turcilor se anunță definitiv.